# Otting (Einheit)
Das Otting war ein dänisches Volumenmaß und besonders für Getreide.
- 1 Otting = 109,578 Pariser Kubikzoll = 2,174 Liter

Die Maßkette war 
- 1 Tonne/Tønde = 8 Scheffel/Skæppe = 32 Viertel/Fjerding = 64 Otting = 144 Potter = 7013 Pariser Kubikzoll = 138,96 Liter